# Севастополь-2
«Севастополь-2» — украинский футбольный клуб из Севастополя, существовавший в 2004—2014 годах, фарм-клуб ФК «Севастополь». Выступал в молодёжном чемпионате Украины. Ранее в чемпионате Крыма и в Второй лиге Украины, в группе «Б».
С 2004 года по 2006 год клуб именовался «Авлита», по имени спонсора, содержащего дублирующую команду. В 2008 году клуб получил профессиональный статус, позволяющий выступать в чемпионатах Украины. С 2008 по 2009 год — ПФК «Севастополь-2».
Лучший результат в чемпионате Крыма — 4 место в 2006 году.
Обладатель Кубка АР Крым 2008 г.
В сезоне 2008/09 клуб участвовал во Второй лиге, но не доиграл сезон по финансовым причинам и снялся с чемпионата. В оставшихся матчах ему было присуждено техническое поражение.
В сезонах 2011/12 и 2012/13 и команда вновь выступала во Второй лиге. В сезоне 2013/14 выступала в молодёжном чемпионате Украины. В конце июня 2014 года, основная команда, ФК «Севастополь» была расформирована, вследствие чего был расформирован и «Севастополь-2».

## Главные тренеры
- Олег Лещинский (2008)
- Сергей Диев (2009—2011)
- Виктор Ткаченко (2011)
- Анатолий Скворцов (2011—2012)
- Валерий Чалый (2012—2013)

## Результаты
| Сезон   | Лига        | Поз. | И  | В | Н | П  | З  | П  | О  |        |
| ------- | ----------- | ---- | -- | - | - | -- | -- | -- | -- | ------ |
| 2008/09 | Вторая лига | 18   | 34 | 2 | 4 | 28 | 17 | 39 | 10 | Снялся |
| 2011/12 | Вторая лига | 10   | 26 | 7 | 3 | 16 | 26 | 51 | 24 |        |
| 2012/13 | Вторая лига | 9    | 24 | 7 | 2 | 15 | 25 | 44 | 23 |        |